# Genidens planifrons
Genidens planifrons és una espècie de peix de la família dels àrids i de l'ordre dels siluriformes.

## Morfologia
- Els mascles poden assolir 57 cm de longitud total.[6][7]

## Hàbitat
És un peix demersal i de clima subtropical.

## Distribució geogràfica
Es troba a Sud-amèrica: Lagoa dos Patos i les àrees atlàntiques properes.